# Полет 1951 на „Търкиш Еърлайнс“
Полет 1951 на „Търкиш Еърлайнс“ (известен също като Полдеркраш или инцидентът Шипхол Полдербаан) е пътнически полет, който катастрофира по време на кацане на летище „Амстердам Схипхол“ в Амстердам, Нидерландия на 25 февруари 2009 г., което води до смъртта на 9 пътници и екипаж, включително и 3-та пилоти. Самолетът, „Боинг 737-8F2“ на „Търкиш Еърлайнс“, се разбива в поле на около 1,5 км северно от пистата 18R, преди да пресече магистрала A9. При удара самолетът се е разбива на три части, като останките не са запалват.
Катастрофата е причинена главно от автоматизираната реакция на самолета, която е задействана от дефектен радиовисотомер. Това кара автоматичната газ да намали мощността на двигателя до празен ход по време на заход. Екипажът забеляза това твърде късно, за да предприеме подходящи действия за увеличаване на тягата и възстановяване на самолета, преди да спре и да се разбие. Оттогава „Боинг“ издава бюлетин, за да напомни на пилотите на всички самолети от серия 737 и „Боинг Бизнес Джет“ за важността на наблюдението на въздушната скорост и надморската височина, като съветва да не се използва автопилот или автодросел при кацане в случаи на несъответствия на радиовисотомера.
След инцидента в различни медии са публикувани спекулации за намеса от страна на „Боинг“, Федералното бюро за разследване или Централно разузнавателно управление на САЩ с цел прикриване на поверителна военна информация. Всички твърдения са отречени от прокуратурата. Разследване от 2020 г. на „Ню Йорк Таймс“ установява, че нидерландското разследване на катастрофата „или изключва, или омаловажава критиките“ към „Боинг“ след натиск от страна на „Боинг“ и американските федерални служители по безопасността, които вместо това „наблегнаха на грешката на пилота като фактор... вместо на недостатъците в дизайна“.